# Symphostemon insolitus
Symphostemon insolitus là một loài thực vật có hoa trong họ Hoa môi. Loài này được (C.H.Wright) Hiern miêu tả khoa học đầu tiên năm 1900.